# Coeliccia galbina
Coeliccia galbina – gatunek ważki z rodziny pióronogowatych (Platycnemididae).